# あらしお (潜水艦・2代)
あらしお（ローマ字：JS Arashio, SS-586）は、海上自衛隊の潜水艦。はるしお型潜水艦の4番艦。艦名は激しい潮の流れの意の荒潮から由来し、この名を受け継いだ日本の艦艇としては、旧日本海軍の朝潮型駆逐艦「荒潮」、あさしお型潜水艦「あらしお」（SS-565）に続き3代目にあたる。

## 艦歴
「あらしお」は、中期防衛力整備計画に基づく平成元年度計画2400トン型潜水艦8101号艦として、川崎重工業神戸工場で1990年1月8日に起工され、1992年3月17日に進水、同年9月3日公試開始、1993年3月17日に就役し、第1潜水隊群第6潜水隊に編入され呉に配備された。
1997年3月12日、隊番号の改正により第6潜水隊が第3潜水隊に改称。
1994年8月26日、ハワイ派遣訓練に参加するため、呉を出航、戦術技量向上のためアメリカ海軍訓練施設を利用しての訓練に従事し、11月28日に帰国。
1997年8月26日から11月28日までの間、ハワイ派遣訓練に参加。
2010年8月17日から8月25日まで、南シナ海にて実施される第5回西太平洋潜水艦救難訓練「パシフィック・リーチ2010」に参加した。陸上訓練についてはシンガポールのチャンギ海軍基地で実施された。
2012年3月19日、除籍。最終所属は第1潜水隊群第3潜水隊、定係港は呉であった。

### 歴代艦長
| 代 | 氏名       | 在任期間                | 出身校・期 | 前職                                     | 後職                                     | 備考    |
| -- | ---------- | ----------------------- | ---------- | ---------------------------------------- | ---------------------------------------- | ------- |
| 1  | 三村愼一   | 1993.3.17 - 1993.12.19  |            | あらしお艤装員長                         | たかしお艦長                             |         |
| 2  | 中村秀樹   | 1993.12.20 - 1994.12.19 | 防大18期   | 潜水艦隊司令部付                         | 横須賀戦術訓練装置運用隊 運用科長 兼副長 |         |
| 3  | 橘 恒紀    | 1994.12.20 - 1996.7.31  | 防大16期   | 横須賀戦術訓練装置運用隊 運用科長 兼副長 | 第3潜水隊司令                            |         |
| 4  | 冨士居幸雄 | 1996.8.1 - 1999.8.19    |            | 潜水艦隊司令部付                         | 潜水艦教育訓練隊                         |         |
| 5  | 淵之上英寿 | 1999.8.20 - 2001.7.12   | 防大26期   | 潜水艦隊司令部                           |                                          |         |
| 6  | 石橋督悦   | 2001.7.13 - 2002.6.6    | 防大28期   | はましお艦長                             | 第1潜水隊群司令部付                      |         |
| 7  | 岩村浩昭   | 2002.6.7 - 2003.7.31    |            | 第1潜水隊群司令部                        | たかしお艤装員長                         |         |
| 8  | 一色 靖    | 2003.8.1 - 2006.3.23    | 35期幹候   | 潜水艦隊司令部付                         | 海上幕僚監部調査部調査課                 |         |
| 9  | 本田正勝   | 2006.3.24 - 2007.7.31   |            | 潜水艦教育訓練隊                         | 海上幕僚監部副監察官                     | 3等海佐 |
| 10 | 川口孝文   | 2007.8.1 - 2009.6.30    | 35期幹候   | 第2潜水隊群司令部幕僚                    |                                          | 3等海佐 |
| 11 | 渡邉 忍    | 2009.7.1- 2010.10.19    | 防大34期   | 潜水艦教育訓練隊                         | くろしお艦長                             |         |
| 12 | 植木俊一   | 2010.10.20 - 2012.3.18  |            | 潜水艦教育訓練隊                         | 大湊地方総監部管理部 援護業務課長        |         |